# Igor' Malkov
Igor' Alekseevič Malkov (in russo Игорь Алексеевич Малков?; Pervoural'sk, 9 febbraio 1964) è un ex pattinatore di velocità su ghiaccio sovietico, dal 1991 russo.

## Palmarès

### Olimpiadi
- 2 medaglie (con l'Unione Sovietica):
  - 1 oro (10000 metri a Sarajevo 1984)
  - 1 argento (5000 metri a Sarajevo 1984)